# Selahattin Akarsu
Selahattin Akarsu (* 1958 in Minekaraya, Provinz Sivas, Türkei) ist ein alevitischer Sänger und Sazspieler.

## Leben
Selahattin Akarsu ist in Minekaraya geboren und aufgewachsen. Im Jahr 1970 erhielt er Musikunterricht von seinem Onkel, dem alevitischen Sänger und Sazspieler Muhlis Akarsu. Zusammen mit seinem Onkel brachte er ein Album auf den Markt. Sein erstes Soloalbum wurde 1992 veröffentlicht.
Sein Onkel Muhlis Akarsu nahm am 2. Juli 1993 am 4. Pir Sultan Abdal Festival in Sivas teil. Islamisten zündeten das Madimak Hotel an, in dem sich die alevitischen Künstler aufhielten. Sein Onkel, seine Tante und 35 andere alevitische Künstler wurden bei diesem Anschlag verbrannt. Über dieses Ereignis schrieb und sang er in seinen Alben viele Lieder.
Akarsu gibt erfolgreich Konzerte in der Türkei und im Ausland wie in Deutschland, in der Schweiz, in Luxemburg, Österreich und Frankreich.
Akarsu arbeitete neun Jahre lang beim Radiosender FM, wo er die Sendung „Aşıklar Meclisi“ moderierte und auch als Sänger auftrat.

## Alben
- Muhlis Akarsu & Selahattin Akarsu Düet
- Nerdesin Ya Dost
- Destan
- Bu Garibin Bir Derdi Var[1]
- Ben Ozanim
- Aramizda Daglar Var & Bölduler Bizi